# Binau
Binau är en kommun och ort i Neckar-Odenwald-Kreis i regionen Rhein-Neckar i Regierungsbezirk Karlsruhe i förbundslandet Baden-Württemberg i Tyskland.
Kommunen ingår i kommunalförbundet Neckargerach-Waldbrunn tillsammans med kommunerna Neckargerach, Waldbrunn och Zwingenberg.